# Ribben
Ribbenene (latin: costae) er hos hvirveldyrene de lange og kurvede knogler, der danner brystkassen. Hos de fleste dyr omkranser ribbenene thorax (brysthulen) og beskytter indre organer som hjerte og lunger. Hos slanger beskytter og støtter ribbenene næsten hele kroppen.

## Ribben hos mennesker.
Både mænd og kvinder har 24 ribben: 12 fæstnet på hver side af rygsøjlen. De første syv er fortil hver for sig føjet sammen med brystbenet af et stykke brusk; det danner en både sej og fleksibel struktur. De tre næste har en fælles brusksammenføjning med brystbenet, mens de to sidste, der kun er fæstet til rygsøjlen, er fleksible og kaldes costae fluitantes (svævende (uægte) ribben). Hos nogle mangler det ene eller begge par costae fluitantes, mens andre har et tredje par. Mellem ribbenene sidder der muskler. Sammen med ribbenene danner de bystkassens væg, og de kan medvirke til bevægelser i hele brystkassen; de bruges normalt ikke ved vejrtrækning, men har betydning ved hosten eller meget kraftig vejrtrækning, der ligefrem kan brække ribben. Blodkarrene og nerverne løber langs undersiden på hvert ribben.
Brystbenet (sternum) er delt i flere dele; den nederste kaldes sværdbenet, mens den øverste er nøglebenet eller kravebenet, der er den eneste knogle i kroppen, som er forbundet med armens knogler.
Ribbenene sidder bagtil fast på ryghvirvlerne og er fortil samlet af bruskvæv; det er en smule fleksibelt: hele brystkassen kan trækkes sammen og udvides, dog ikke i samme grad som bughulen, der ikke holdes sammen af knoglevæv. Brystkassen er adskilt fra bughulen af mellemgulvet som kontrollerer åndedrættet: Når mellemgulvet trækker sig sammen, udvides brystkassens hulrum, hvilket sænker trykket derinde, og derved kan luften trænge ned i lungerne. Sammentrækninger og udvidelser af bughulen, som er forbundet til de nederste ribben, påvirker også brystkassens rumfang; det betyder fx, at gravide sent i svangerskabet kan komme til at opleve vejrtrækningsproblemer, da brystkassen får mindre plads at udvide sig på. 

### Sygdom og skader
Ribbensbrud rammer i de fleste tilfælde de mindste ribben. Det farligste ved et ribbensbrud er de skader, som kan opstå i forbindelse med bruddet: det kan være ansamlinger af luft eller blod i lungen, hul på lunge eller blodkar. Et ribbensbrud kan også besværliggøre vejrtrækningen primært pga. ømhed. Hvis der sker flere brud på samme ribben, kan brystvæggen blive løs, så det bliver svært at skabe det nødvendige undertryk til vejrtrækningen.
En række medfødte lidelser kan medføre svære misdannelser af ribbenene og brystkassen. En af dem er Pectus excavatum (tragtbryst), som rammer 1-2%. En anden er Pectus carinatum (fuglebryst), begge er meget sjældne handicap.

## Andre dyr
Hos pattedyr findes ribbenene udelukkende i brystregionen hos udvoksede eksemplarer, men i løbet af fostertilstanden kan der optræde rudimentære ribben på ryghvirvler både i nakkeregionen og sacrum. Husdyr som hunde, katte, kvæg, geder og får har normalt 13 ribbenspar, mens svin har mellem 14 og 17 afhængigt af avl, og heste har 18.
Hos krybdyr forekommer ribbenene i flere tilfælde på alle ryghvirvlerne hele vejen fra nakken til sacrum. Hos skildpadder er ribbenene blevet udviklet til en benet plade, som danner skjoldet.
Fisk kan have op til fire ribben på hver ryghvirvel. Dette kan fx ses på sild. Det er ikke alle arter, som det gælder for.

## Ribbenene i kulturen
Antallet af ribben hos mennesket blev første gang opregnet af den flamske anatom Andreas Vesalius i 1543 (De humani corporis fabrica). Hans resultat medførte en strøm af modsigelser. Samtidige mente på grundlag af Bibelen, at mænd har ét ribben mindre end kvinder. I Skabelsesberetningen (jfr. kreationisme) står der, at Gud skabte kvinden (Eva) ud fra et ribben, han tog fra manden (Adam). Det har ført til den idé, at mænd og kvinder ikke har lige mange ribben.